# Besednice
Besednice är en köping i Tjeckien.   Den ligger i regionen Södra Böhmen, i den södra delen av landet, 140 km söder om huvudstaden Prag. Besednice ligger 576 meter över havet och antalet invånare är 838.
Terrängen runt Besednice är platt norrut, men söderut är den kuperad. Terrängen runt Besednice sluttar norrut. Runt Besednice är det ganska glesbefolkat, med 21 invånare per kvadratkilometer. Närmaste större samhälle är Kaplice, 7,3 km sydväst om Besednice. I omgivningarna runt Besednice växer i huvudsak blandskog.